# Woodstock (Vermont)
Pour les articles homonymes, voir Woodstock.
La ville de Woodstock est le siège du comté de Windsor, situé dans le Vermont, aux États-Unis.

## Démographie
| Groupe            | Woodstock | Vermont | États-Unis |
| ----------------- | --------- | ------- | ---------- |
| Blancs            | 97,2      | 95,3    | 72,4       |
| Métis             | 1,2       | 1,7     | 2,9        |
| Asiatiques        | 0,5       | 1,3     | 4,8        |
| Afro-Américains   | 0,4       | 1,0     | 12,6       |
| Amérindiens       | 0,4       | 0,4     | 0,9        |
| Autres            | 0,3       | 0,4     | 6,2        |
| Total             | 100       | 100     | 100        |
|                   |           |         |            |
| Latino-Américains | 1,0       | 1,5     | 17,37      |

Selon l'American Community Survey, pour la période 2011-2015, 98,55 % de la population âgée de plus de 5 ans déclare parler l'anglais à la maison, 0,67 % le français, 0,40 % l'espagnol et 0,37 % l'allemand.

## Source
- (en) Cet article est partiellement ou en totalité issu de l’article de Wikipédia en anglais intitulé « Woodstock, Vermont » (voir la liste des auteurs).

1. ↑  (en) « Population of Vermont - Census 2010 and 2000 », sur censusviewer.com (consulté le 2 mars 2016).
2. ↑  (en) « Profile of General Population and Housing Characteristics: 2010 », sur factfinder.census.gov (consulté le 2 mars 2016).
3. ↑  (en) « Language spoken at home by ability to speak English for the population 5 years and over », sur factfinder.census.gov (consulté le 20 mars 2017).